# Josep Lluís Viciana i Monfort
Josep Lluís Viciana (Terrassa, 1951) és un guionista, productor i director d'animació català.
El 1991 Viciana va ser un dels fundadors de Neptuno Films, una productora d'animació nascuda a Terrassa (Barcelona) i que en poc temps va esdevenir molt important en el sector de l'animació. De Neptuno Films, amb Viciana com a director de sèries animades i la majoria també creador, van sortir productes tan coneguts com ara "Megaminimals", exportada a diferents països com Estats Units, Kènia o Xina, gràcies a la seva exposició al Festival de Cannes
Neptuno Films va ser classificada com la segona productora més prospera d'Europa segons un estudi de The Global Animation Business en col·laboració amb l'associació europea d'animació CARTOON. A més, la productora de Viciana va ser escollida com un dels 10 millors estudis d'animació fora dels Estats Units, segons Animation Magazine.
"L'Aneguet Lleig" es va vendre a la televisió pública xinesa el 1997, i va ser la primera sèrie d'animació occidental en introduir-se en aquest mercat. Per altra banda, "La Vaca Connie" s'ha exportat a països com Estats Units i Canadà i va ser una de les sèries més premiades del Festival de Cannes de l'any 2000. A més, va guanyar un premi Cartoons on the Bay el 2005 i un Zapping Award al 2006. "Detective Bogey" va guanyar el premi a la millor sèrie animada Llatinoamericana. "Megaminimals" ha estat exportada a diferents països com Estats Units, Kènia o Xina, gràcies a la seva exposició al Festival de Cannes.